# CF Igualada
CF Igualada is een Spaanse voetbalclub uit Igualada in de regio Catalonië. De club heeft als thuisstadion het Estadi Les Comes.

## Geschiedenis
In 1911 werd Igualada Football Club opgericht. Na de Spaanse Burgeroorlog werd de club in 1939 vervangen door CF Igualada de Educación y Descanso, vanaf 1944 CF Igualada geheten. Deze club speelde het merendeel van diens bestaan actief in de Tercera División, met een vijfde plaats in 1947 als beste resultaat. De overige seizoenen speelde CF Igualada in de regionale divisies. In het seizoen 2007/2008 was de club voor het laatst actief in de Tercera División.